# Ron Willems
Ron Willems (Vaassen, 20 september 1966) is een Nederlands voormalig voetballer.

## Biografie
Willems begon zijn carrière als aanvaller voor PEC Zwolle, waarvoor hij op 17-jarige leeftijd zijn debuut maakte. Op zijn 19e maakte hij voor 250 duizend gulden de overstap naar FC Twente, waar hij snel een basisplaats veroverde en werd opgeroepen voor Jong Oranje, waarvan hij een vaste waarde werd. In de zomer van 1988 haalde AFC Ajax Willems voor 1,75 miljoen gulden.
Hoewel Willems vijf seizoenen speelde bij de club en zeker de eerste periode ook regelmatig zijn opwachting mocht maken, wist hij nooit een onomstreden kracht te worden. Willems moest onder andere Stefan Pettersson en later Dennis Bergkamp voor zich dulden. Daarnaast werd hij geplaagd door diverse blessures. Ondanks zijn beperkte rol in het eerste elftal van Ajax onder trainer Louis van Gaal werd Willems gezien als zeer gewaardeerde selectiespeler om zijn optimisme en werklust. In de winterstop van het seizoen 1992-1993 haalde Leo Beenhakker Willems naar het Zwitserse Grasshoppers. Hierna speelde hij nog drie seizoenen voor het Engelse Derby County FC.
Willems werd gezien als groot talent, maar heeft de hoge verwachtingen niet kunnen inlossen en had gedurende zijn carrière last van psychische klachten. In 2000 eindigde zijn voetbalcarrière nadat er bij onderzoek op aandringen van zijn familie schizofrenie bij hem werd vastgesteld, waarvoor hij korte tijd ook behandeld werd in een kliniek. Met behulp van medicijnen kreeg hij zijn klachten onder controle. Willems heeft twee kinderen en woont met zijn vrouw in Zwolle, waar hij een teruggetrokken leven leidt.

## Voetbalcarrière
(niet compleet)
| Seizoen | Club                    | Land        | Competitie     | Wed. | Dlp. |
| ------- | ----------------------- | ----------- | -------------- | ---- | ---- |
| 1983/84 | PEC Zwolle '82          | Nederland   | Eredivisie     | 14   | 1    |
| 1984/85 | PEC Zwolle '82          | Nederland   | Eredivisie     | 29   | 6    |
| 1985/86 | FC Twente               | Nederland   | Eredivisie     | 21   | 0    |
| 1986/87 | FC Twente               | Nederland   | Eredivisie     | 31   | 5    |
| 1987/88 | FC Twente               | Nederland   | Eredivisie     | 32   | 11   |
| 1988/89 | AFC Ajax                | Nederland   | Eredivisie     | 1    | 0    |
| 1989/90 | AFC Ajax                | Nederland   | Eredivisie     | 19   | 7    |
| 1990/91 | AFC Ajax                | Nederland   | Eredivisie     | 22   | 6    |
| 1991/92 | AFC Ajax                | Nederland   | Eredivisie     | 3    | 0    |
| 1992/93 | AFC Ajax                | Nederland   | Eredivisie     | 2    | 2    |
| 1992/93 | Grasshopper Club Zürich | Zwitserland | Super League   | 12   | 9    |
| 1993/94 | Grasshopper Club Zürich | Zwitserland | Super League   | 33   | 12   |
| 1994/95 | Grasshopper Club Zürich | Zwitserland | Super League   | 29   | 9    |
| 1995/96 | Derby County FC         | Engeland    | Championship   | 33   | 11   |
| 1996/97 | Derby County FC         | Engeland    | Premier League | 16   | 2    |
| 1997/98 | Derby County FC         | Engeland    | Premier League | 10   | 0    |